# 蔊菜叶马先蒿
蔊菜叶马先蒿（学名：Pedicularis nasturtiifolia）是列当科马先蒿属的植物，是中国的特有植物。分布在中国大陆的四川、湖北、陕西等地，生长于海拔2,000米的地区，多生在林下及其它潮湿处，目前尚未由人工引种栽培。